# Igreja de Nossa Senhora de Belém (Rio de Mouro)

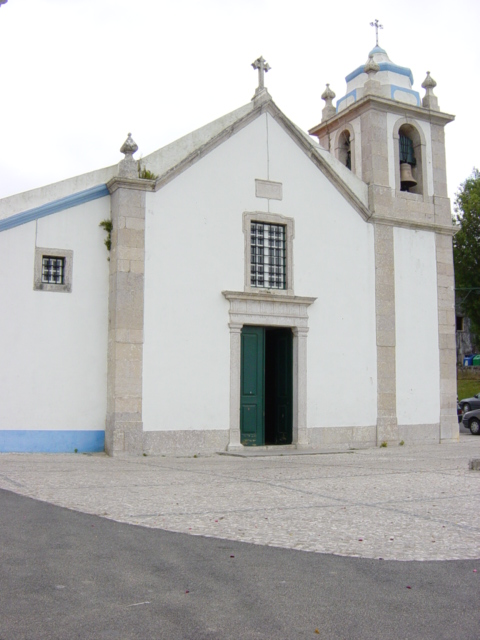
Igreja de Nossa Senhora de Belém, Rio de Mouro (século XVI).

A Igreja Matriz de Rio de Mouro, de invocação de Nossa Senhora de Belém, é uma construção quinhentista localizada em Rio de Mouro, Sintra, Portugal.
Consta que esta igreja foi construída por padres (monges) do Mosteiro dos Jerónimos, que tem a invocação de Santa Maria de Belém, por isso, à igreja de Rio de Mouro foi dada igualmente a invocação de Nossa Senhora de Belém. Exteriormente há uma torre de características comuns, com quatro pináculos nos acrotérios, muito usual em templos rurais do século XVIII, e um portal maneirista que ornamenta a fachada, encimado por uma lápide calcária onde pode ler-se a seguinte inscrição:
SACROTEMPLO DE NOSSA SNRA DE BELÉM 1563
Esta data tem sido aceite como correspondente ao ano de construção do templo. Mas existem no seu interior resíduos que são anteriores a 1563, como seja uma pia de água benta com encordoamento, peça do tipo manuelino e uma escultura de São Brás (século XVI), o que nos leva a pensar que a Igreja tenha sido construída anteriormente a esta data. Hoje em dia se encontra bastante descaracterizada por muitas intervenções, especialmente no século XVI e as que seguiram ao terramoto de 1755. No interior a decoração de azulejos instalada nos anos 60 substituiu o revestimento setecentista.
O altar é em talha de madeira. Nas naves direita e esquerda, existiam dois altares em talha dourada. O chão era em lage e existiam sepulturas perto do altar. O altar-mor e a nave são separados por um arco triunfal maneirista e o teto em abóbadas de berço é pintado. Na parede esquerda da capela-mor existe um baixo relevo marmórico com características renascentistas que ilustra a Anunciação, do século XV, provavelmente trabalho regional inspirado em modelos eruditos arcaizantes.